# 56-я стрелковая дивизия (РСФСР)
56-я стрелковая дивизия — воинское соединение РККА РСФСР в период Гражданской войны в России.

## История
56-я стрелковая дивизия РККА создана 16 июля 1919 года путём переформирования (переименования) 5-й Украинской советской дивизии.
В составе 9-й армии дивизия вела бои с частями Добровольческой армии на Дону (на реке Хопёр).
В августе — сентябре 1919 дивизия вела бои против конной группы генерала К. К. Мамонтова (командира 4-го Донского корпуса Донской армии Вооружённых сил Юга России), проводившей 10 августа — 19 сентября рейд по тылам Южного фронта Красной армии.
10 августа 1919 года в районе станицы Добринской (Хопёрского округа) войска 4-го Донского корпуса переправились через реку Хопёр и прорвали Южный фронт на стыке 8-й и 9-й армий. Через некоторое время были разбиты главные силы 40-й дивизии РККА, а остальные были обращены в бегство. Навстречу прорвавшимся была выдвинута из резерва Особой группы Шорина 56-я стрелковая дивизия, располагавшаяся в районе г. Кирсанова, но её авангардные части в верховьях реки Цны нарвались на боковое охранение донцов и во встречном бою были разбиты.
В октябре 1919 года 56-я стрелковая дивизия занимала оборону по реке Дон в районе станицы Усть-Хопёрская.
29 октября 1919 года 56-я стрелковая дивизия была расформирована.

## Полное наименование
56-я стрелковая дивизия

## Подчинение
- с 16 июля по 29 октября 1919 — Южный фронт, 9-я армия

## Командование
Начальники дивизии:
- Слувис М. В. (16.07 — 16.10.1919)
- Радецкий (16.10 — 29.10.1919)